# Дон Дональд
«Дон Дональд» (англ. Don Donald) — американский короткометражный анимационный фильм, созданный Walt Disney Productions и выпущенный United Artists 9 января 1937 года. Это был первый мультфильм, в котором главные герои — Дональд Дак и Донна Дак (в будущем Дейзи Дак). Также тут показан первый внешний вид автомобиля Дональда Дака, который в будущем станет известен под номером 313.

## Сюжет
Дональд Дак едет на осле Дженни по мексиканской пустыне к дому своей подруги Донны Дак. Донна начинает танцевать и в конце концов приземляется на осла Дональда, который сбрасывает её со спины. Дональд начинает смеяться, тем самым разозлив Донну. Она врывается обратно в дом.
Дональд решает обменять осла на машину в ближайшем торговом посту.
Когда селезень возвращается к Донне, та приземляется на сиденье и целует Дональда. Вместе они несутся через пустыню, но у машины возникают проблемы с двигателем, и она перестает работать. Дональд уверенно пытается решить проблему, но машина выбрасывает Дональда и уезжает без него. Сиденье с грохотом закрывается на Донне, и она оказывается в ловушке. Автомобиль падает, выбрасывая утку в грязную лужу. Затем Донна уезжает на одноколёсном велосипеде, который она носила с собой в сумочке.
Дональд остаётся один в пустыне вместе с ослом, сбежавшим с торгового поста, начинает злиться на автомобиль и бросает в него отпавший клаксон. Машина, в свою очередь, обливает Дональда кипятком из «закипевшего» радиатора. Горячая вода попадает на сомбреро Дональда, в результате чего сомбреро садится. Осёл начинает смеяться.

## Озвучивание
- Кларенс Нэш — Дональд Дак, Донна Дак и Ослик Дженни

## Создатели
- Режиссер: Бен Шарпстин.
- Сценаристы: Меррилл де Марис, Отто Ингландер и Уэбб Смит.
- Продюсер: Уолт Дисней.
- Композитор: Пол Смит.
- Заместитель директора: Луис Дебни.
- Аниматоры: Джонни Кэннон, Ugo D'Orsi, Аль Юджстер, Джек Ханна, Дик Хьюмер, Mique Nelson, Милт Шаффер и Фред Спенсер, Дон Тоусли .

## Релиз
- США — 9 января 1937
- Великобритания — февраль 1937
- Швеция —  май 1937
- Италия —  22 декабря 1939
- Италия — 29 октября 1947 (повторный релиз)

### Телевидение
- «Клуб Микки Мауса»/The Mickey Mouse Club —  12 октября 1955
- «Good Morning, Mickey!» —  Эпизод #46
- «The Ink and Paint Club» —  Эпизод 1.4 "Disney Firsts"
- «Donald's Quack Attack» —  Эпизод #77

### Домашнее видео

#### VHS
- «Walt Disney Cartoon Classics»
  - "Donald Duck's First 50 Years"
  - "Starring Donald & Daisy"
- «Donald's Greatest Hits»

#### Laserdisc
- «Walt Disney Cartoon Classics»
  - "Starring Donald & Daisy / Starring Pluto & Fifi"

#### DVD
- «Walt Disney Treasures»
  - "The Chronological Donald, Volume One"
- «Walt Disney's Classic Cartoon Favorites»
  - "Starring Donald"

## Название
- Оригинальное название — Don Donald
- Бразилия — Don Donald
- Германия — Donald, der Caballero
- Испания — Don Donald
- Италия — Paperino innamorato
- СССР (Русское название) — Дон Дональд
- Финляндия — Aku Ankka ja auto/Aku Meksikossa/Don Aku
- Франция — Don Donald
- Швеция — Kalle Anka reser västerut

## Прочее

### Видеоигры
- Kingdom Hearts II (2005)
- Kingdom Hearts II: Final Mix+ (2007)
- Kingdom Hearts Birth by Sleep (2010)
- Kingdom Hearts HD 2.5 ReMIX (2014)
- Kingdom Hearts HD 1.5 + 2.5 Remix (2017)
- Kingdom Hearts: Union X (2017)

### Участвует
- The Mickey Mouse Club: Episode #1.8 (1955)
- Donald Duck's 50th Birthday (1984)
- Ink & Paint Club: Disney Firsts (1997)
- The Man Behind the Duck (2004)
- The Many Faces of Donald Duck (2007)
- WatchMojo: Top 10 Classic Disney Animated Characters (2013)

## Отзыв критика
Уникальность Дональда Дака, прежде всего, заключена в самом голосе, который предшествовал созданию самого персонажа. Дисней услышал, как Кларенс Нэш читает стишок «У Мери был ягнёнок» от лица пьяного селезня в радиошоу в Лос-Анжелесе, и сразу оценил потенциальные возможности этого голоса для мультипликации. Дональд дебютировал как второстепенный персонаж в «The Wise Little Hen» (Маленькая мудрая курочка) из серии Silly Symphonies, а затем появился в фильме «Orphan's Benefit» (Концерт для сироток), где он имел возможность выступить перед толпой насмешливых и озорных мышат.
— Леонард Молтин «О мышах и магии. История американского рисованного фильма» с.85